# Cycloramphus lutzorum
Espèce
Statut de conservation UICN

 DD  : Données insuffisantes
Cycloramphus lutzorum est une espèce d'amphibiens de la famille des Cycloramphidae.

## Répartition
Cette espèce est endémique du Sud du Brésil. Elle se rencontre dans les États du Paraná, de São Paulo et de Rio de Janeiro entre 500 et 900 m d'altitude dans la Serra do Mar.

## Description
Les mâles mesurent de 41 à 47 mm et les femelles de 42 à 58 mm.

## Étymologie
Cette espèce est nommée en l'honneur de Bertha et d'Adolpho Lutz.

## Publication originale
- Heyer, 1983 : Variation and systematics of frogs of the genus Cycloramphus (Amphibia, Leptodactylidae). Arquivos de Zoologia, São Paulo, vol. 30, no 4, p. 235–339 (texte intégral).